# Euphorbia goyazensis
Euphorbia goyazensis är en törelväxtart som beskrevs av Pierre Edmond Boissier. Euphorbia goyazensis ingår i släktet törlar, och familjen törelväxter. Inga underarter finns listade i Catalogue of Life.